# Budapest elpusztult nevezetes II. kerületi épületeinek listája
Az alábbi lista Budapest elpusztult nevezetes II. kerületi épületeit sorolja fel. A források hiánya miatt az összeállítás nem tekinthető teljesnek.

## A lista
| Név                                                                   | Építés ideje           | Elpusztulás ideje | Elhelyezkedés         | Tervező                                   | Megjegyzés | Kép                                                          |  |
| --------------------------------------------------------------------- | ---------------------- | ----------------- | --------------------- | ----------------------------------------- | --- | ------------------------------------------------------------ |  |
| Kápolna a Budapest Országúti Szent István első vértanú templom helyén | 1707                   | 1753 körül        | Margit körút 23.      |                                           | Kicsinek bizonyult, ezért később elbontották. Helyére épült a mai templom. |                                                              |  |
| Régi Szent János-kórház                                               | 1710–1713              | 1947              | Széna tér 5.          |                                           | 1820-ban átalakították. Budapest ostroma során súlyosan megsérült. Lebontották, helyére épült az egykori, mára már szintén lebontott Széna tér autóbusz-állomás. A helyükön park található. |                                                              |  |
| A Régi Szent János-kórház kápolnája                                   | 1735–1736              | 1949              | Széna tér 5.          |                                           | 2 évvel a Régi Szent János-kórház után bontották le. |                                                              |  |
| Régi Szent Vér-kápolna                                                | 1724                   | 19. sz. eleje (?) | Doberdó út (?)        |                                           | Közelébe épült az új Szent Vér kápolna. |                                                              |  |
| Régi Budai Irgalmasrendi Kórház                                       | 1806–1817              | 1901 körül        | Frankel Leó út 17-19. | Heinrich Keresztély                       | Helyén épült az új Budai Irgalmasrendi Kórház. | Archiválva 2016. április 29-i dátummal a Wayback Machine-ben |  |
| Balázs Vendéglő                                                       | 1838                   | 2012              | Hűvösvölgyi út 207.   |                                           | 2004-ben bezárt, majd leromlott, és hajléktalanok tanyája lett. 2009-ben kiégett, majd elbontották. 2012-ben a magántulajdonban lévő épületet törölték a műemléki nyilvántartásból. Megkezdték az épület bontását, így az végleg eltűnik. | Archiválva 2020. október 6-i dátummal a Wayback Machine-ben  |  |
| Berger-malom (Király gőzmalom)                                        | 1860                   | 1880              | Budapest, Fő u. 73.   |                                           | Tűzvész áldozata lett. |                                                              |  |
| Ganz Villamossági Művek                                               | 1878                   | 2014–2015         | Lövőház utca 39.      |                                           | Az üzem az 1990-es években bezárt. Épületeinek egy részét közvetlenül ezután robbantással elbontották, majd egyes részein 2001-ben megnyílt a Millenáris Park. A Park területén lévő megmaradt épületeket felújították. A szomszédos romos épületek üresen álltak, illetve az egyikben autóparkoló működött. Ezeket is lebontották és helyükön a park tovább bővült. |                                                              |  |
| Wagner-villa                                                          | 1880-as évek           | 1970              | Bem tér 4.            | Wagner János                              | A Gül Baba türbéje köré épült. Felrobbantották. |                                                              |  |
| emeletes bérház                                                       | 1881                   | 1910.             | Bem tér 4.            | Violin Gusztáv                            | Elbontották, helyére épült a Katolikus Kör székháza, napjainkban minisztériumi épület. |                                                              |  |
| Budai Lövőház                                                         | 1885                   | 1945 k.           | Margit körút 66.      | Hofhauser Antal                           | 1932-ben Ray Rezső Vilmos átépítette. A második világháborúban nagyrészt elpusztult. Megmaradt része ma étterem. |                                                              |  |
| Margit körúti katonai börtön                                          | n. a. (19. sz. vége ?) | 1969              | Margit körút          |                                           | 1962-ben bezárt, 7 év múlva elbontották. Körülbelül a Mammut II. üzletház és részben a mára szintén elbontott Kohó- és Gépipari Minisztérium épülete helyén volt. |                                                              |  |
| Pálfy telep                                                           | 1896                   | 2002              | Henger u. 2.          |                                           | 2002-ben a régi falak részbeni megtartásával új irodaház-komplexumot építettek a helyére. |                                                              |  |
| Széll Kálmán téri Régi Korcsolyacsarnok                               | 1896                   | 1913              | Széll Kálmán tér      | Neuschloss Ödön és Marcell                | Helyére épült az új Korcsolyacsarnok. |                                                              |  |
| Széll Kálmán téri Új Korcsolyacsarnok és klubház                      | 1913                   | 1938              | Széll Kálmán tér      | Sándy Gyula                               | Az épülő villamos végállomás miatt bontották el. |                                                              |  |
| A Kohó- és Gépipari Minisztérium irodaháza                            | 1971                   | 2014              | Margit körút          | Farkas Ipoly, Kévés György, Mészáros Géza | Millenáris Széllkapu néven park épült a helyén. |                                                              |  |